# ستيد تشيكامبود
ستيد تشيكامبود (بالفرنسية: Steed Tchicamboud)‏ مواليد 18 يونيو 1981 في كليشي، هو لاعب كرة سلة فرنسي. بدأ مسيرته الاحترافية في سنة 1999.

## المسيرة الاحترافية
لعب مع إلان شالون في الدوري الفرنسي من سنة 1999 إلى 2002، ثم لعب مع ريمس شمبانيا في موسم 2005–2006، ثم لعب مع شوليه باسكت في الدوري الفرنسي من سنة 2006 إلى 2008، ثم لعب مع نانسي باسكت من سنة 2008 إلى 2010، ثم لعب مع إلان شالون في الدوري الفرنسي من سنة 2010 إلى 2014، ثم لعب مع ليموج سي إس بي في سنة 2014، ثم لعب مع باريس لوفالوا في الدوري الفرنسي في سنة 2015.

## روابط خارجية
- ستيد تشيكامبود على موقع الاتحاد الدولي لكرة السلة (الإنجليزية)
- ستيد تشيكامبود على موقع الدوري الأوروبي لكرة السلة (الإنجليزية)
- ستيد تشيكامبود على موقع كرة السلة الأوروبية.كوم (الإنجليزية)
- ستيد تشيكامبود على موقع ريلجم (الإنجليزية)
- ستيد تشيكامبود على موقع بروبوليرز (الإنجليزية)
- ستيد تشيكامبود على موقع سبورتس رفرنس (الإنجليزية)